# Syn zatracenia
Syn zatracenia (ang. Nicolae: The Rise of Antichrist) – III tom z bestsellerowej serii Powieść o czasach ostatecznych autorstwa Tima LaHaye’a i Jerry’ego B. Jenkinsa.

## Opis fabuły
Trwa III wojna światowa. Członkowie Opozycji Ucisku dowiadują się, że ich lider, Bruce Barnes, nie żyje (zmarł na chorobę wirusową po powrocie z Indonezji). Rayford Steele zostaje wezwany do Dallas na spotkanie z Potentatem Globalnej Wspólnoty - Nicolae Carpathią, którego następnie przewozi samolotem do Nowego Babilonu. Cameron "Buck" Williams i Chloe Steele udają się do Kościoła Nowej Nadziei, by poinformować Lorettę o śmierci Bruce’a. Chloe jest akurat w Chicago, które zostaje zbombardowane przez siły Globalnej Wspólnoty. Jej samochód ulega wypadkowi. Buck spieszy na ratunek swojej żonie. Rayford prosi Amandę, by udała się do Chicago z pomocą obojgu młodym. Podczas lotu do Nowego Babilonu Rayford - dzięki sekretnemu interkomowi zainstalowanemu na pokładzie samolotu przez Earla Hollidaya, swego byłego szefa w liniach lotniczych Pan-Continental - poznaje tajne plany Nicolae Carpathii, dotyczące bombardowań amerykańskich miast przez Globalną Wspólnotę.
Buck Williams dowiaduje się od swego przyjaciela, Chaima Rozenzweiga, iż żona i dzieci doktora Tsiona Ben-Judaha zostali zamordowani, a on sam musi się ukrywać. Buck razem z pilotem Kenem Ritzem leci do Izraela. W Jerozolimie Dwaj Świadkowie - Eli i Mojsze - przekazują mu wskazówki, jak ma dotrzeć do kryjówki Tsiona. Zostaje przewieziony łodzią do ukrywającego się rabina, którego oskarżono o zamordowanie własnej rodziny. Buck i Tsion zdezelowanym autobusem udają się w kierunku granicy izraelsko-egipskiej. Z Bożą pomocą przekraczają ją, a następnie samolotem Kena Ritza lecą do Stanów Zjednoczonych. W tym samym czasie Rayford Steele spotyka swą dawną przyjaciółkę, Hattie Durham, i próbuje ją odwieść od przerwania ciąży. Hattie nosi w sobie dziecko Potentata Nicolae Carpathii, który coraz bardziej odsuwa się od swej asystentki i kochanki.
Tsion jest poszukiwanym uciekinierem, bezpieczny nie jest również Buck, którego prawdziwe dokumenty znaleziono przy jednym z Żydów pomagających im w ucieczce. Rayford wraca do Chicago, po czym udaje się do swego domu w Mt Prospecy, by przygotować uroczystości pogrzebowe Bruce’a. Gromadzą one mnóstwo ludzi. W kościele obecni są m.in. Rayford, Amanda, Buck, Chloe, Tsion Ben-Judah, Loretta oraz Verna Zee (była szefowa Bucka). Rayford wygłasza mowę i przekazuje wszystkim obecnym wskazówki dotyczące przyszłości, które pozostawił w swych pismach Bruce. Mówią one o otwarciu piątej, szóstej i siódmej pieczęci i zapowiadają "gniew Baranka", mający się objawić w wielkim trzęsieniu ziemi, podczas którego zginie 1/4 ludzkości.
Tsion Ben-Judah zostaje ukryty w tajnym schronie przy kościele, przygotowanym jeszcze przez Bruce’a. Członkowie Opozycji Ucisku (Rayford, Amanda, Buck i Chloe) wybierają go na swego nowego przywódcę i wyposażają się w nowoczesne urządzenia (nowoczesne komputery i telefony), by głosić nauki i namawiać ludzi do nawrócenia. Rayford wraca do Nowego Babilonu, jego żona ma dotrzeć tam później. Loretta, Amanda, Chloe i Buck spotykają się z powracającą od krewnych Hattie Durham - przekazują jej przesłanie miłości, namawiając do urodzenia dziecka. Po tym spotkaniu Amanda udaje się do Nowego Babilonu.
Buck jedzie do ukrytego w schronie Tsiona, gdy rozpoczyna się ogromne trzęsienie ziemi. Ciemnieje słońce, księżyc przyobleka się w czerwień, a na ziemię spadają meteoryty. W ogólnoświatowym kataklizmie giną miliony ludzi. Buck dociera do zniszczonego kościoła - Loretta nie żyje, a Tsion jest uwięziony w schronie. Gdy rozpoczynają się pierwsze wstrząsy, Rayford Steele i Nicolae Carpathia uciekają na dach głównej kwatery Globalnej Wspólnoty, skąd odlatują do Bagdadu helikopterem pilotowanym przez Mac McCulluma. Nie wiadomo, co się dzieje z Amandą i Hattie Durham, które również miały przybyć do Bagdadu. Buck nie ma żadnych wieści o Chloe. Po wylądowaniu w Bagdadzie Rayford chwyta Nicolae za marynarkę i mówi mu o "gniewie Baranka".

## Główni bohaterowie

### Chrześcijanie
- Rayford Steele – pilot linii lotniczych Pan-Continental, członek Opozycji Ucisku
- Amanda (White) Steele – 40-kilkuletnia kobieta, która znała Irenę Steele, pochwyconą do nieba żonę Rayforda Steele'a; członkini Kościoła Nowej Nadziei (New Hope Village Church), druga żona Rayforda
- Chloe Steele Williams – córka Rayforda, studentka na Uniwersytecie Stanford, sceptyczna wobec chrześcijaństwa, członkini Opozycji Ucisku, żona Bucka Williamsa
- Cameron "Buck" Williams – dziennikarz pisma "Global Weekly", przyjaciel Chaima Rosenzweiga, członek Opozycji Ucisku
- Doktor Tsion Ben-Judah – rabin i naukowiec, któremu izraelski rząd zlecił przestudiowanie proroctw dotyczących Mesjasza
- Mac McCullum – ponad 50-letni drugi pilot samolotu Global Community One

### Wrogowie chrześcijaństwa
- Nicolae Jetty Carpathia – Przywódca Globalnej Wspólnoty (Potentat), Antychryst
- Leon Fortunato – tuż po pięćdziesiątce, prawa ręka i asystent Carpathii

### Niezdecydowani
- Chaim Rosenzweig – botanik, laureat Nagrody Nobla, odkrywca formuły, która zmieniła izraelskie pustkowia w kwitnące i żyzne tereny uprawne
- Hattie Durham – była stewardesa, asystentka i kochanka Nicolae Carpathii
- Peter Mathews – blisko 50-letni kardynał Cincinnati, głowa (Pontixef Maximus) nowej globalnej religii

## Miejsca wydarzeń
- Chicago
- Nowy Babilon (Irak)
- Waszyngton
- Egipt
- Izrael
- Półwysep Synaj